# Vladimír Plešinger
Vladimír Plešinger (22. září 1938 Čestín – 2. prosince 2018 Kladno) byl český cestovatel, autor cestopisných knih, hydrogeolog a vedoucí dlouhodobých expertních misí OSN v Africe a v Latinské Americe (Středoafrická republika, Gambie, Venezuela, Peru, Etiopie).

## Život
Narodil se v Čestíně v horním Posázaví, vyrostl v Kladně. Vystudoval geologii na Přírodovědecké fakultě UK v Praze. Od 70. let pracoval na dlouhodobých misích ve Venezuele, v Gambii a ve Středoafrické republice, později pracoval v kratších časových úsecích v Tádžikistánu, Peru a Etiopii. Od 60. let publikoval, nejdříve odbornou literaturu, později cestopisné články a od 80. let také literaturu faktu, podle jeho vlastní definice „pobytopisy“ vycházející ze zahraničních zkušeností.
Byl synovcem významného českého cestovatele Adolfa Parlesáka (který mj. působil jako poradce armády v tehdejší Habeši) a otcem Jana Plešingera, českého diplomata.

## Ocenění
V roce 2008 obdržel hlavní Cenu Egona Erwina Kische za Knihu Konga. V dubnu 2011 obdržel cenu Kantuta na festivalu cestování, poznávání a sbližování kultur Neznámá země ve Zlíně.
V roce 2015 obdržel opět hlavní Cenu Egona Erwina Kische, tentokrát za knihu Amazonie a řeky příběhů.

## Dílo
Autor knih s tematikou Venezuely (2×), Amazonie, Gambie, Středoafrické republiky, Konga, Peru a Etiopie:
- Ztracené Eldorádo (1983)
- Na březích Gambie (1988)
- V zemi císaře kanibala (1998)
- Anděl v ďábelských horách (2002)
- Kniha Konga (2007)
- Peru pod kůží (2010)
- Na střeše Afriky (2012)
- Amazonie a řeky příběhů (2014)